# Корпус морської піхоти США

Бойовий Прапор Корпусу морської піхоти США

Корпус морської піхоти США (англ. United States Marine Corps) — один з найстаріших видів Збройних сил США, один з семи воєнізованих департаментів США та один з п'яти видів Збройних сил США.
Корпус морської піхоти призначений для швидкого розгортання військ (сил) з моря на суші, демонстрації сили та ведення самостійних активних бойових дій, як на морі, так і на суші, використовуючи міць Військово-морських сил США.
Організаційно корпус належить до Департаменту Військово-морських сил, але він може діяти абсолютно самостійно, як окремий вид збройних сил, взаємодіючи з флотом в питаннях тренування, транспортування та забезпечення.
На 2021 рік Корпус налічував 181 200 солдатів.

## Історія
Моторизація корпусу розпочалась 1916 з формування 1-го ескадрону панцерників, на озброєнні якого знаходились панцерники King Armored Car, White, які брали участь у Бананових війнах і обмежено після 26 жовтня 1917 у боях Першої світової війни у складі 2-ї піхотної дивізії. Історія авіації корпусу розпочалась 22 травня 1912 року. Згодом це призвело до створення Fleet Marine Force, що перебувають під спільним управлінням корпусу і Військово-морських сил США.

## Командування КМП США

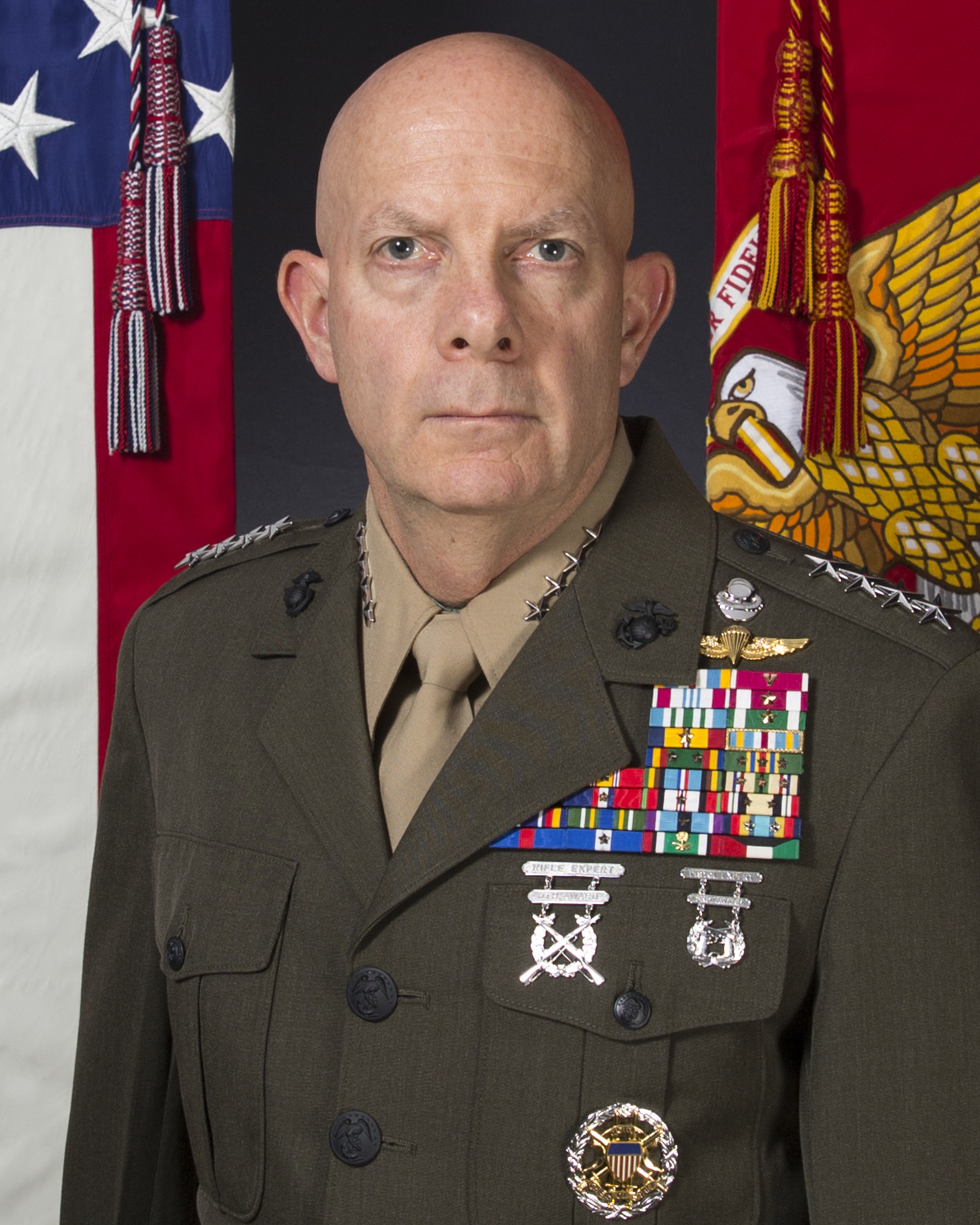
Девід Бергер, Комендант Корпусу морської піхоти США
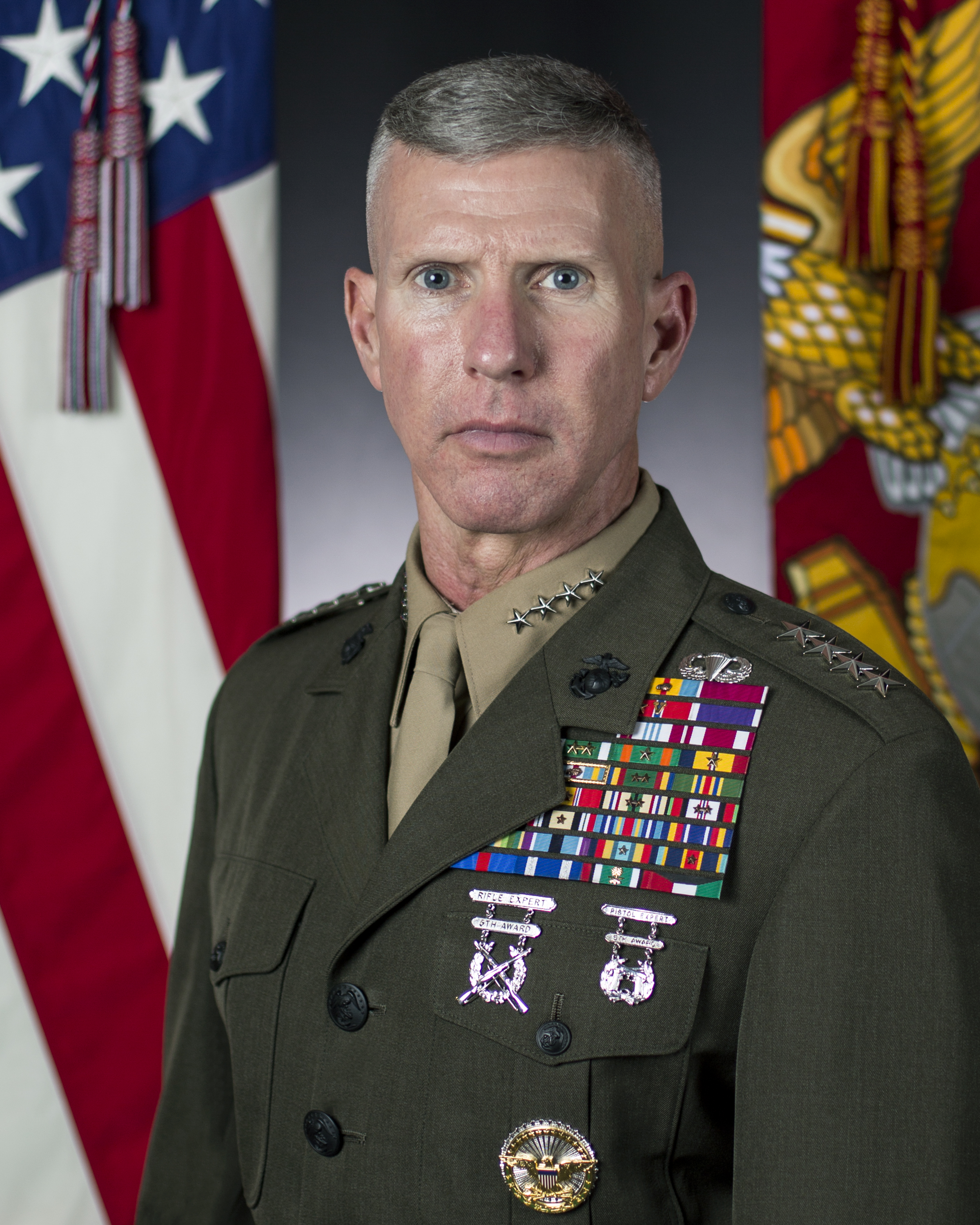
Ерік Сміт, Заступник коменданта Корпусу морської піхоти США
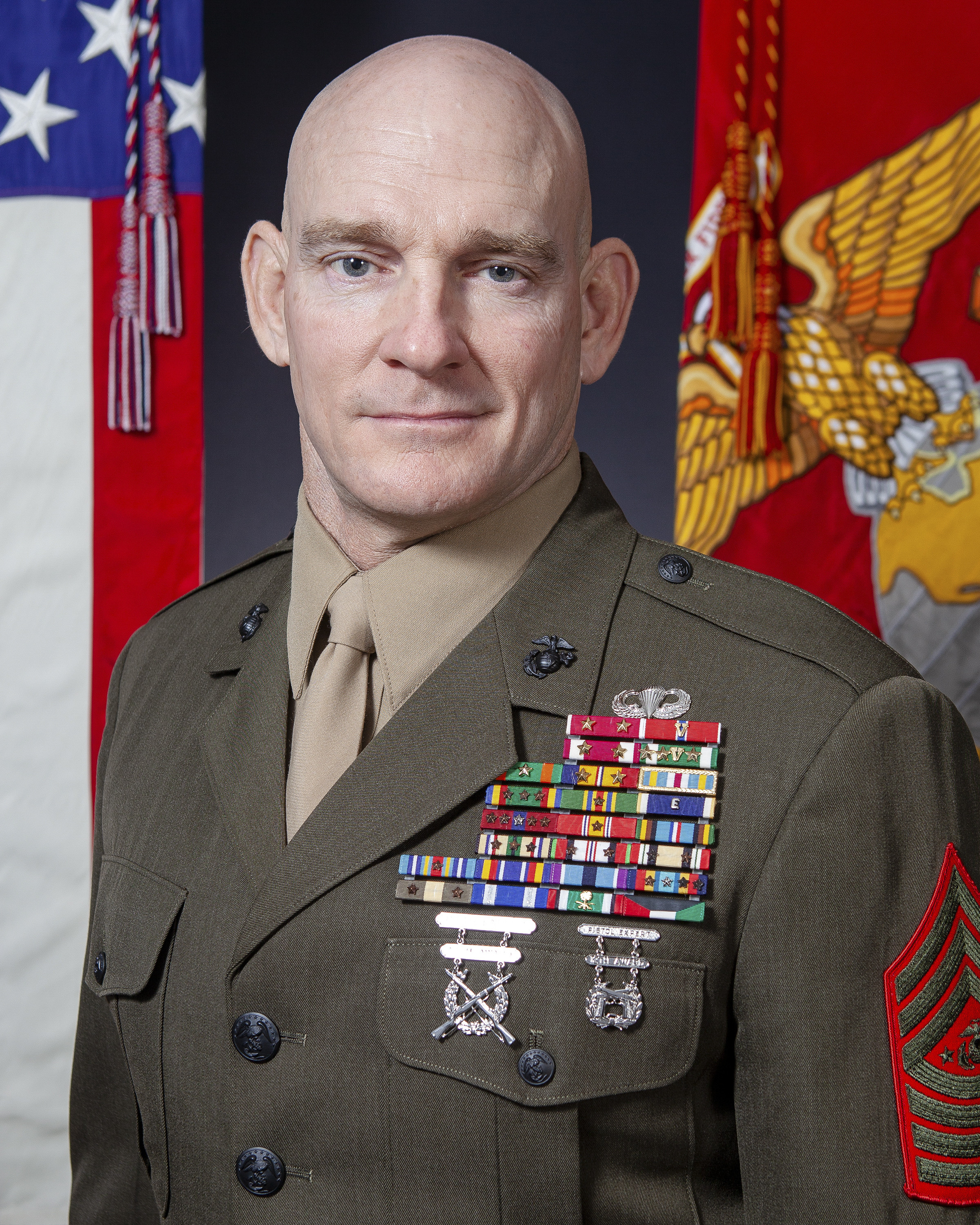
Трой І. Блек Сержант-майор Корпусу морської піхоти США
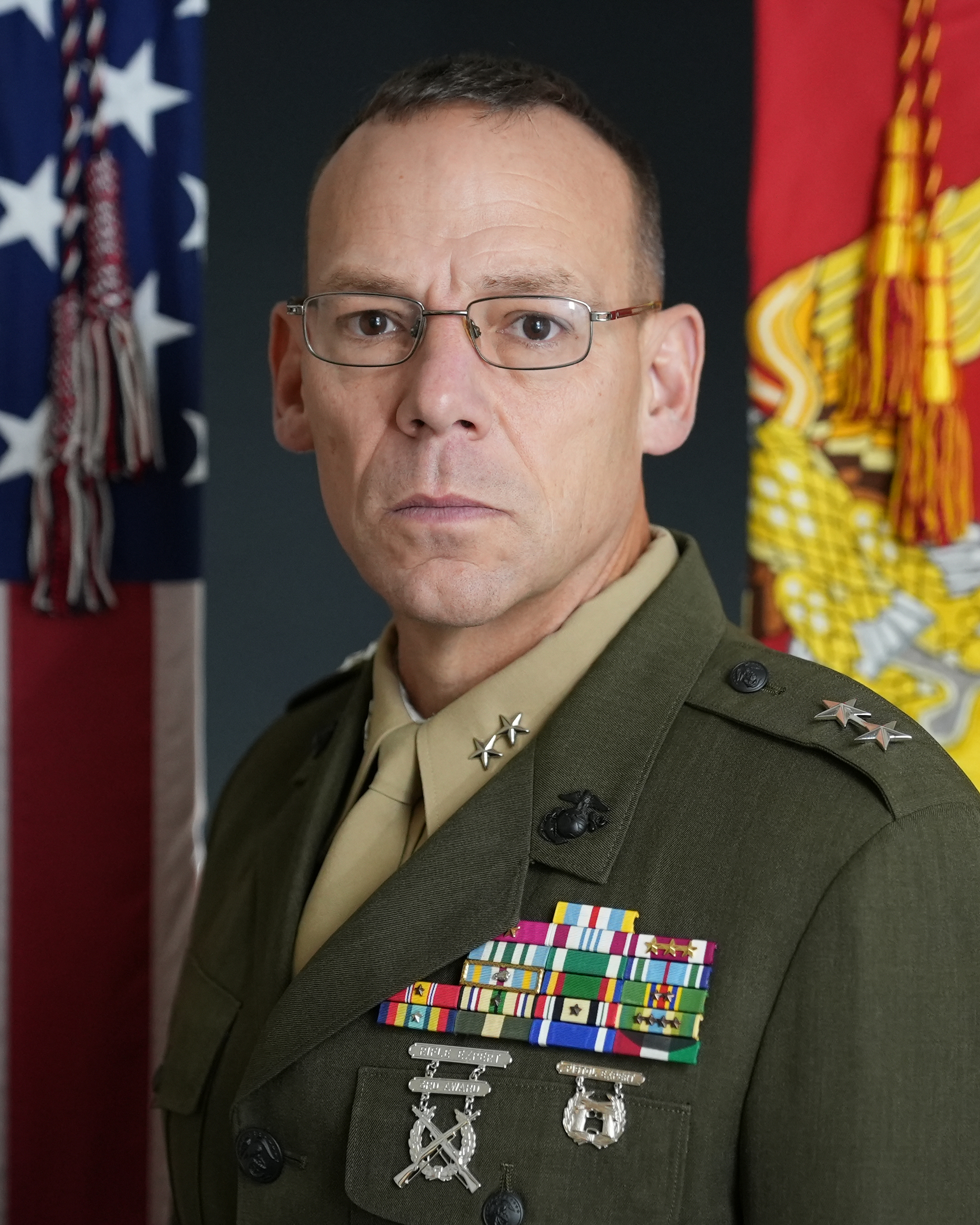
Раян Херітедж Командувач кібернетичного командування Корпусу морської піхоти США та командувач космічних сил Корпусу морської піхоти США

## Стрілецьке озброєння

### Штурмові гвинтівки та карабіни
| Найменування | Зображення | Боєприпаси                       | Країна и виробник          | Тип зброї             | Кількість на озброєнні, шт. | Примітки |
| ------------ | ---------- | -------------------------------- | -------------------------- | --------------------- | --------------------------- | -------- |
| M16          |            | 5,56×45 мм НАТО                  | США Південна Корея Бельгія | Автоматична гвинтівка |                             |          |
| M-4          |            | 5,56×45 мм НАТО                  | США                        | Автоматичний карабін  |                             |          |
| FN SCAR      |            | 5,56×45 мм НАТО, 7,62×51 мм НАТО | США Бельгія                | Автоматичний карабін  |                             |          |
| M27 IAR      |            | 5,56×45 мм НАТО                  | США Німеччина              | Автоматичний карабін  |                             |          |

## Авіація

### Вертольоти
| Найменування                    | Зображення | Країна-виробник | ТИП                       | Кількість      | Примітки                   |
| ------------------------------- | ---------- | --------------- | ------------------------- | -------------- | -------------------------- |
| Ударний вертоліт AH-1Z «Вайпер» |            | США             | Ударний вертоліт          | 14 AH-1Z Viper |                            |
| UH-1Y «Веном»                   |            | США             | Багатоцільовий вертоліт   |                | Модернізація UH-1 Iroquois |
| CH-47 «Чинук»                   |            | США             | Транспортний вертоліт     |                |                            |
| CH-53E «Супер-Стальон»          |            | США             | Транспортний вертоліт     |                |                            |
| конвертоплан Bell V-22 Osprey   |            | США             | Транспортний конвертоплан |                |                            |

## Військові звання Корпусу морської піхоти США
Генеральські та офіцерські звання
| Військові звання | O-1              | O-2              | O-3     | O-4   | O-5          | O-6       | O-7               | O-8           | O-9               | O-10    |
| ---------------- | ---------------- | ---------------- | ------- | ----- | ------------ | --------- | ----------------- | ------------- | ----------------- | ------- |
| Знак розрізнення |                  |                  |         |       |              |           |                   |               |                   |         |
| Військове звання | Другий лейтенант | Перший лейтенант | Капітан | Майор | Підполковник | Полковник | Бригадний генерал | Генерал-майор | Генерал-лейтенант | Генерал |
| Абревіатура      | 2ndLt            | 1stLt            | Capt    | Maj   | LtCol        | Col       | BGen              | MajGen        | LtGen             | Gen     |
| Код НАТО         | OF-1             | OF-1             | OF-2    | OF-3  | OF-4         | OF-5      | OF-6              | OF-7          | OF-8              | OF-9    |

| Військові звання | W-1                   | W-2                       | W-3                       | W-4                       | W-5                       |
| ---------------- | --------------------- | ------------------------- | ------------------------- | ------------------------- | ------------------------- |
| Знак розрізнення |                       |                           |                           |                           |                           |
| Військові звання | Ворент-офіцер 1 рангу | Чіф-ворент-офіцер 2 рангу | Чіф-ворент-офіцер 3 рангу | Чіф-ворент-офіцер 4 рангу | Чіф-ворент-офіцер 5 рангу |
| Абревіатура      | WO1                   | CW2                       | CW3                       | CW4                       | CW5                       |
| Код НАТО         | WO-1                  | WO-2                      | WO-3                      | WO-4                      | WO-5                      |

| Військові звання | E-1     | E-2                   | E-3             | E-4    | E-5     | E-6          | E-7              | E-8             | E-8            | E-9                      | E-9           | E-9                                       |  |
| ---------------- | ------- | --------------------- | --------------- | ------ | ------- | ------------ | ---------------- | --------------- | -------------- | ------------------------ | ------------- | ----------------------------------------- |  |
| Знак розрізнення | Немає   |                       |                 |        |         |              |                  |                 |                |                          |               |                                           |  |
| Військові звання | Рядовий | Рядовий першого класу | Молодший капрал | Капрал | Сержант | Штаб-сержант | Комендор-сержант | Майстер-сержант | Перший сержант | Майстер комендор-сержант | Сержант-майор | Сержант-майор Корпусу морської піхоти США |  |
| Абревіатура      | Pvt     | PFC                   | LCpl            | Cpl    | Sgt     | SSgt         | GySgt            | MSgt            | 1stSgt         | MGySgt                   | SgtMaj        | SgtMajMarCor                              |  |
| Код НАТО         | OR-1    | OR-2                  | OR-3            | OR-4   | OR-5    | OR-6         | OR-7             | OR-8            | OR-8           | OR-9                     | OR-9          | OR-9                                      |  |